# Frysztak

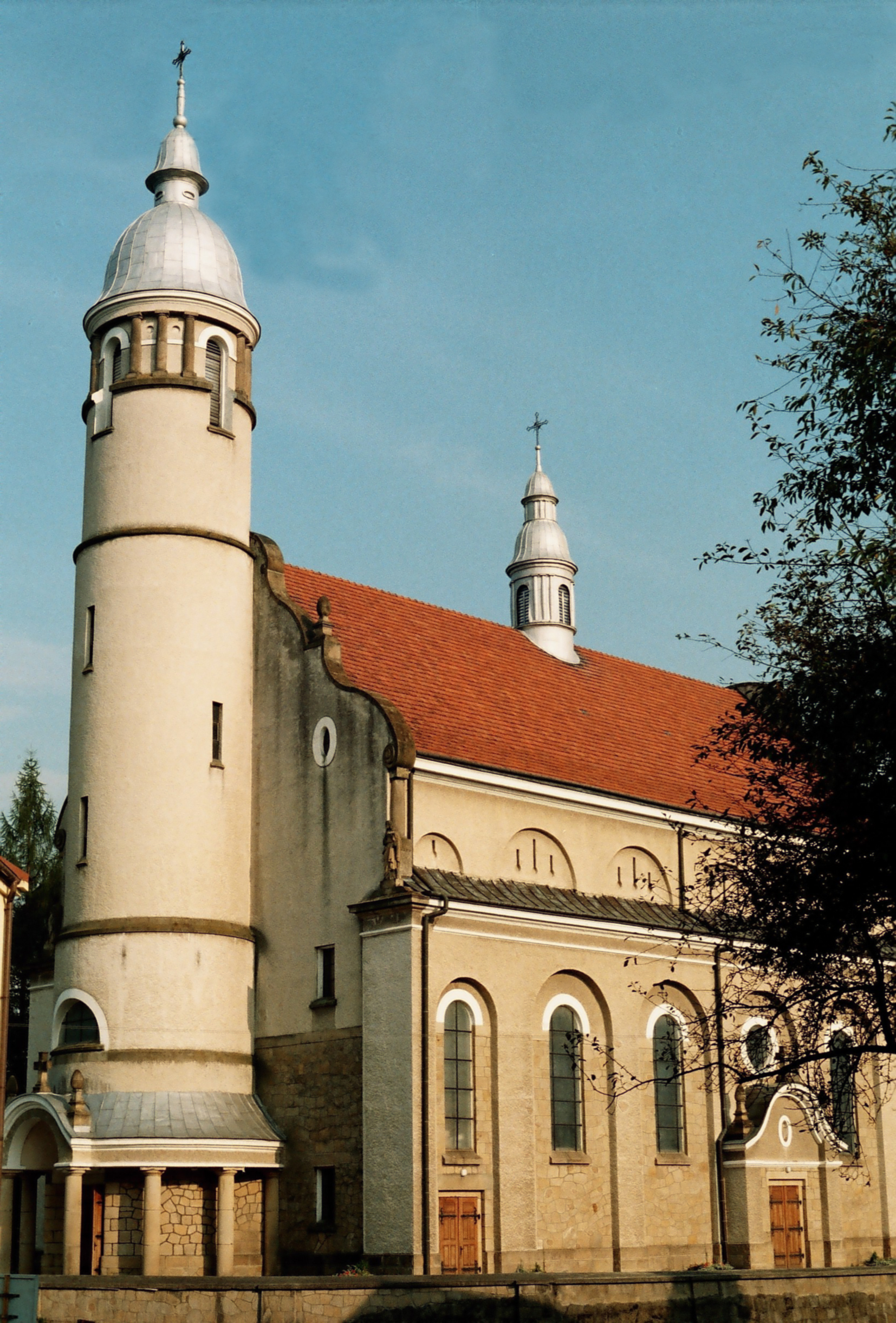
Eglise de Frysztak

Frysztak est un village du sud-est de la Pologne situé dans la voïvodie des Basses-Carpates. Il est le siège de la gmina de Frysztak (commune rurale) et fait partie du powiat de Strzyżów. La population du village s'élève à 1 125 habitants en 2011. Il se trouve sur une colline surplombant la vallée de Wisłoka au bord de la route Rzeszów-Jasło

## Géographie
|              | Pułanki  | Kobyle   |
|              | Frysztak |          |
| Glinik Dolny |          | Twierdza |

Frysztak se situe à 13,8 km de Strzyżów, 14,3 km de Jasło et 20,8 km de Krosno.

## Histoire

### Premières mentions
La première mention d'une ville à l'emplacement de Frysztak date de 1259, lorsque Boleslas V le Pudique lui accorde le droit de ville, de la loi de Magdebourg (ce droit garantissait aux citoyens leur liberté personnelle, leur droit de propriété, leur intégrité physique et leurs vies mais surtout la fin des obligations seigneuriales comme le tribut ou la participation aux guerres) avant d'offrir la ville aux cisterciens de Koprzywnica en 1277 (même si selon la légende un village serait situé à cet endroit depuis le VIIe siècle). Au XIIIe siècle, sous le règne de Casimir le Grand, afin de compenser les pertes consécutives à la première invasion tatare, la colonie régie par la loi de Magdebourg se peupla de nouveaux arrivants en provenance d’Allemagne, d'où son nom, « Freistadt » (écrite dans les documents « Freinstadt » ou « Frysztat ») « ville libre » en allemand, plus tard polonisée en Frysztak. 

### La ville victime de multiples invasions
À l'origine, la ville était située sur la rivière Wisłok, au pied de la colline sur laquelle est perchée aujourd'hui l'église et le centre ville. Après la deuxième invasion tatare au XIVe siècle, au cours de laquelle le village a été brûlé, il a été déplacés vers la colline en établissant une forteresse. Dès lors, les quartiers entourant le village ont pris le nom de forteresse. Celle-ci avait pour objectifs de défendre la ville, ainsi que l'itinéraire empruntant la route qui longeait la rivière Wisłok vers le sud en direction de Jasło, Biecz, Dukla et plus loin en Hongrie. 
À partir de 1340, la ville fait partie du pays de Sanok division administrative du royaume, dans la Voïvodie ruthène puis à partir de 1434, de la province ruthène.  En 1474, elle fut complètement détruite par l'armée du roi hongrois Matthias Ier, avant de connaitre une période de relative prosperité du XVIe au XVIIIe siècle, malgré les nombreuses catastrophes qui l’ont frappé (gelées - 1524, faim et peste - 1525, grêle - 1574, sécheresse - 1586). La ville était construite quasi intégralement en bois (les maisons de la ville étaient construites en rondins épais avec des toits en pente), avec un château (XVe siècle), deux moulins, et une école. La ville avait aussi droit à une foire hebdomadaire. 
Pendant le déluge de 1656, la ville fut à nouveau détruite par les Suédois et ruinée un an plus tard par l'armée de Rákóczi. 

### Arrivée des populations juives
Dès le XVIe siècle, des populations juives ont commencé à s'installer à Frysztak. De manière générale, en raison d'une période de tolérance religieuse en Pologne, le territoire devient une terre d'exil pour de nombreux juifs d'Europe. Installés dans le quartier derrière le marché appelé l'« enfer » par les chrétiens, ils avaient dès 1650, leur propre cimetière et une synagogue en bois. En 1765, 157 juifs vivaient à Frysztak. Dans les années 1794-1798, une route fut construite de Targowiska à Strzyżów, en passant par Krosno et Frysztak, puis par Czudec jusqu'à Rzeszów, ce qui eut un impact significatif sur la reprise du commerce, qui était encore largement traitée par les Juifs (qui constituaient près du tiers de la population de Frysztak). 
C'est aussi au cours de ces années, que la ville a connu un développement dynamique de l’artisanat. De nombreuses coopératives artisanales sont apparues, provoquant des conflits entre les artisans polonaise face à leurs homologues juifs directement en concurrence.
En 1805, à Frysztak, presque tous les bâtiments du quartier juif et la moitié des maisons de la place du marché furent détruits par un incendie. La reconstruction des maisons incendiées prit plusieurs années en raison du manque d'argent des habitants polonais. Les populations juives ont profité de cette situation en achetant des carrés vides à ces propriétaires devenus pauvres. Avec des capitaux à leur disposition, ils érigèrent un grand nombre de constructions.
En 1830, une épidémie de choléra décime une bonne partie de la population, si bien qu'il est nécessaire de construire un cimetière dédié aux victimes de la maladie éloigné du centre ville.
Un nouvel incendié brula une grande partie de la ville en 1890, donnant lieu à de nouvelles réparations avec de nouvelles rues ajustées, élargies en ligne droite, de nouvelles maisons à deux étages avec des toits de tuiles.
En 1872, Frysztak fut finalement vendu à des familles juives.  Le rabbin de Frysztack - Chiel Wagschal et son épouse Rachela devinrent les propriétaires de la plupart des biens qui s'y trouvaient.
Lors d'une foire commerciale, les émeutes paysannes dirigées contre les Juifs qui ont commencé dans la région le 16 juin 1898 ont également touché les Juifs de Frysztak. Des Juifs locaux ont été attaqués par des paysans des villages voisins et la police militaire autrichienne intervint. Malgré cela, ces émeutes firent 11 morts et 52 blessés. En 1900, la communauté juive représentait 75% de la population de Frysztak.

### Première guerre mondiale
En 1914, la mobilisation générale fut ordonnée en Galicie et de nombreux habitants de Frysztak se retrouvèrent dans les rangs de l'armée autrichienne. Le 25 septembre 1914, les troupes russes entrèrent dans Frysztak.
Les combats de 1920 ont eu une incidence négative sur la vie de la ville et ont aggravé la situation matérielle. Les soldats russes ont cambriolé des magasins et des entrepôts, réquisitionné de la nourriture, emporté des objets de grande valeur. Après avoir recouvré son indépendance, la ville a à peine effacé les traces de combats. La reconstruction des maisons en ruine a pris de nombreuses années. 

## Démographie
En 2021, le village de Frysztak comptait 1102 habitants.

## Patrimoine

### Sites historiques
- Ancien cimetière juif de Frysztak : probablement fondé au XVIIe siècle par la communauté juive de Frysztak derrière l'ancienne synagogue à proximité des fortifications de la ville à cette époque, il couvre une superficie de 0,46 ha. Une trentaine de pierres tombales (la plus ancienne date de 1878) et les vestiges de l'ancien mur ont survécu jusqu'à aujourd'hui. La tombe d'Estera Etel Elbaum (décédé en 1800), entourée d'une clôture en métal, est particulièrement remarquable. Elle est la fille du tzadik Elimelech de Lijensk[6].

#### Galerie

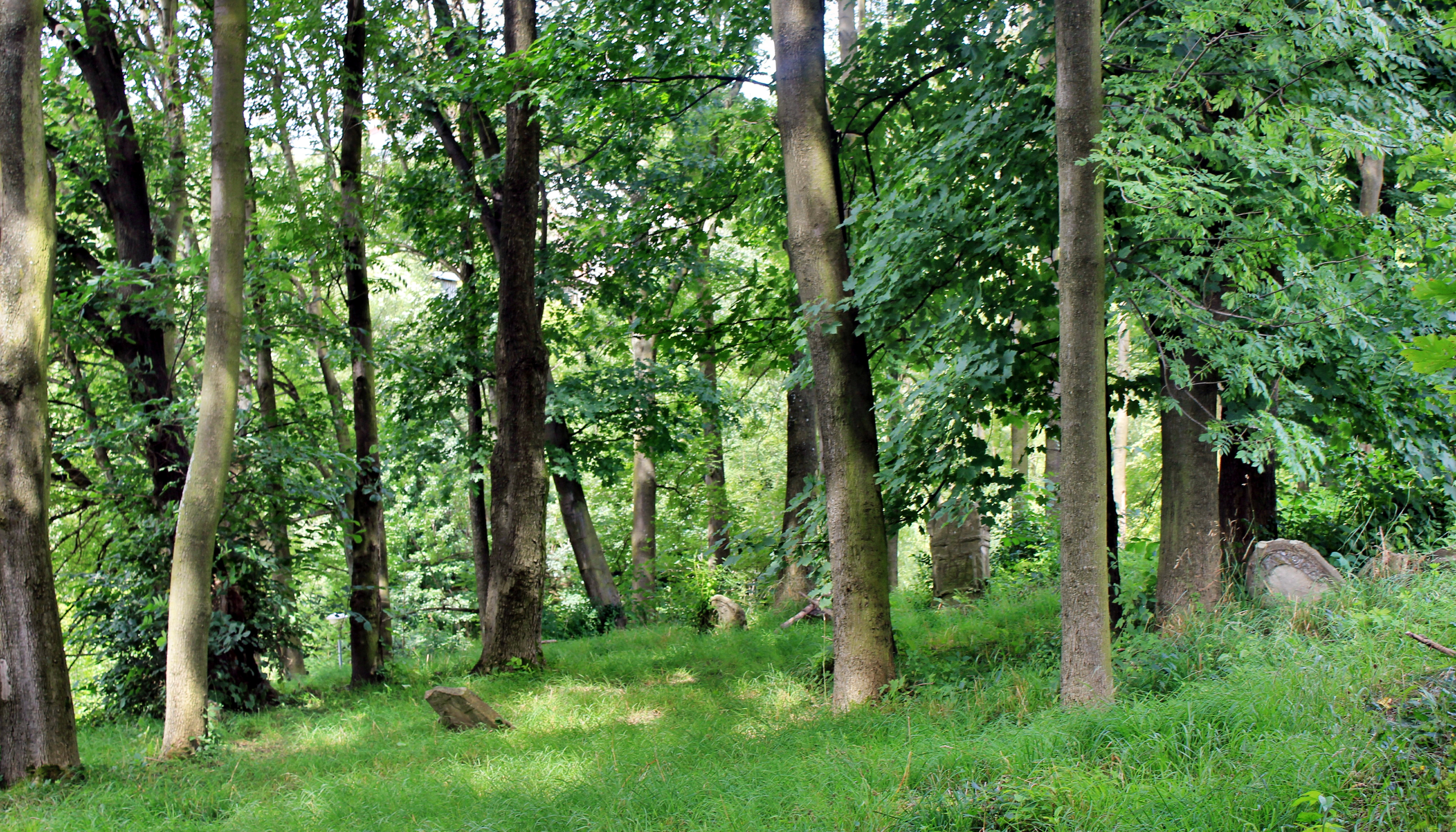
Vue générale en juillet 2013
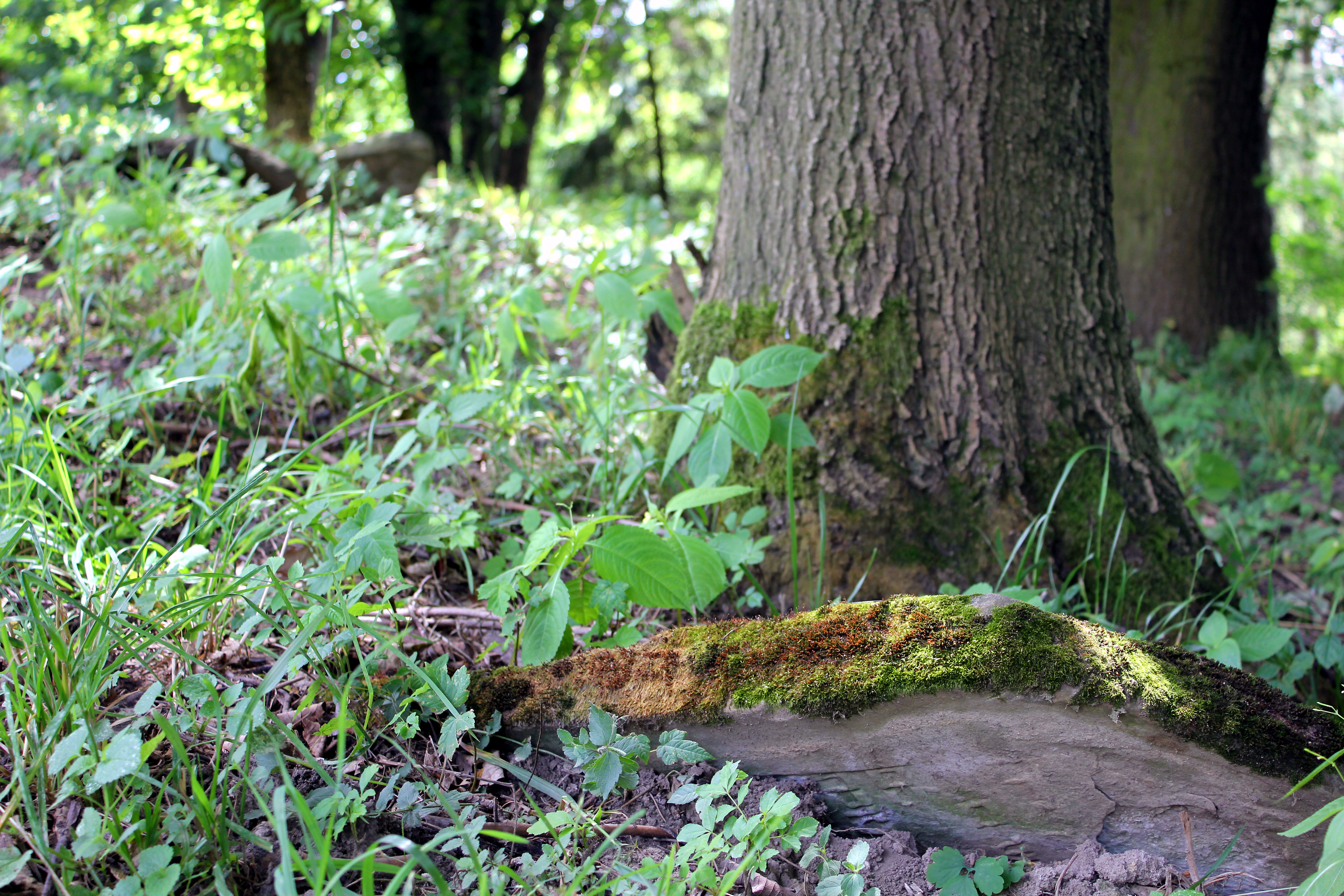
L'une des matzevah, tombée et couverte de mousse
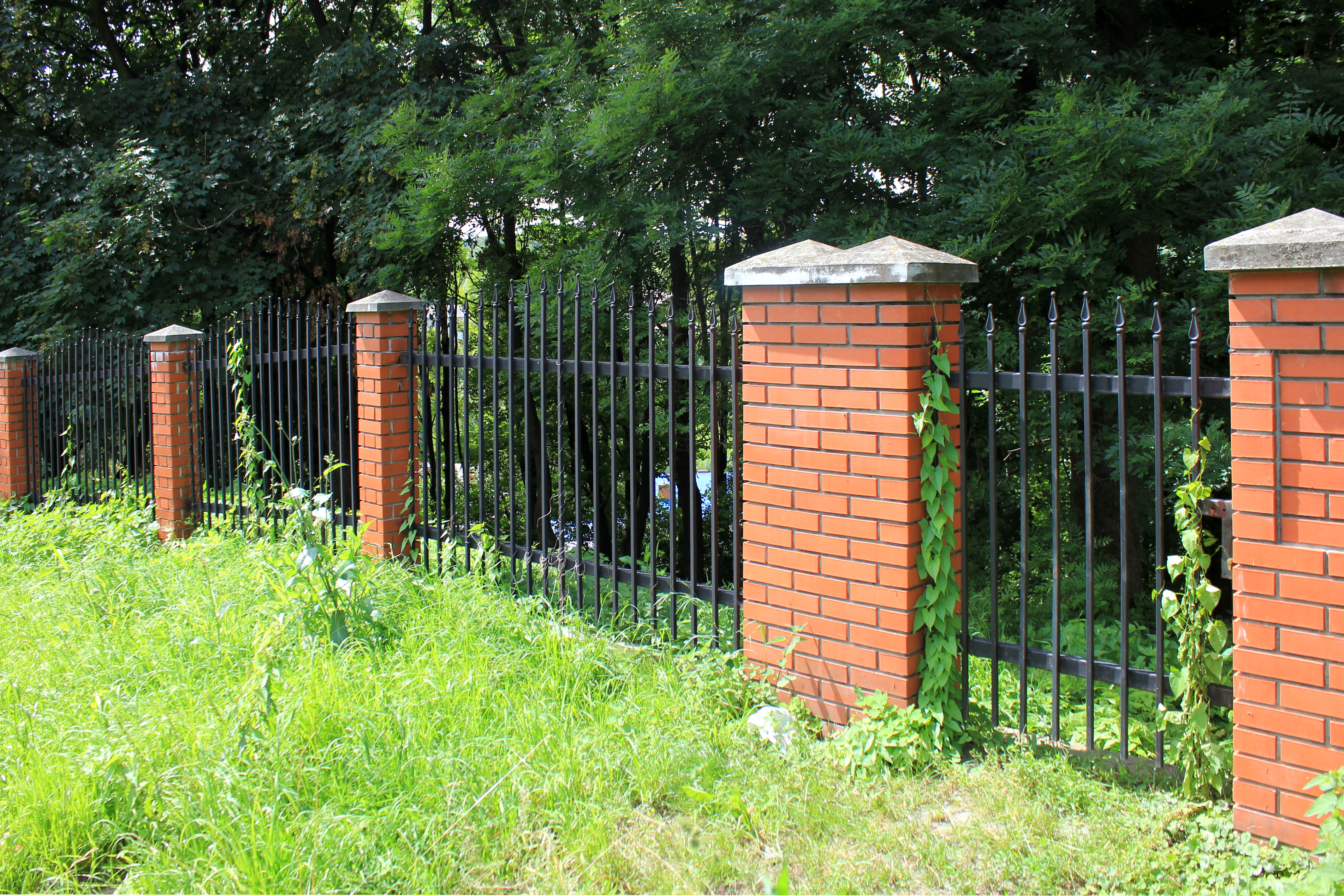
Le mur contemporain entourant une partie du cimetière
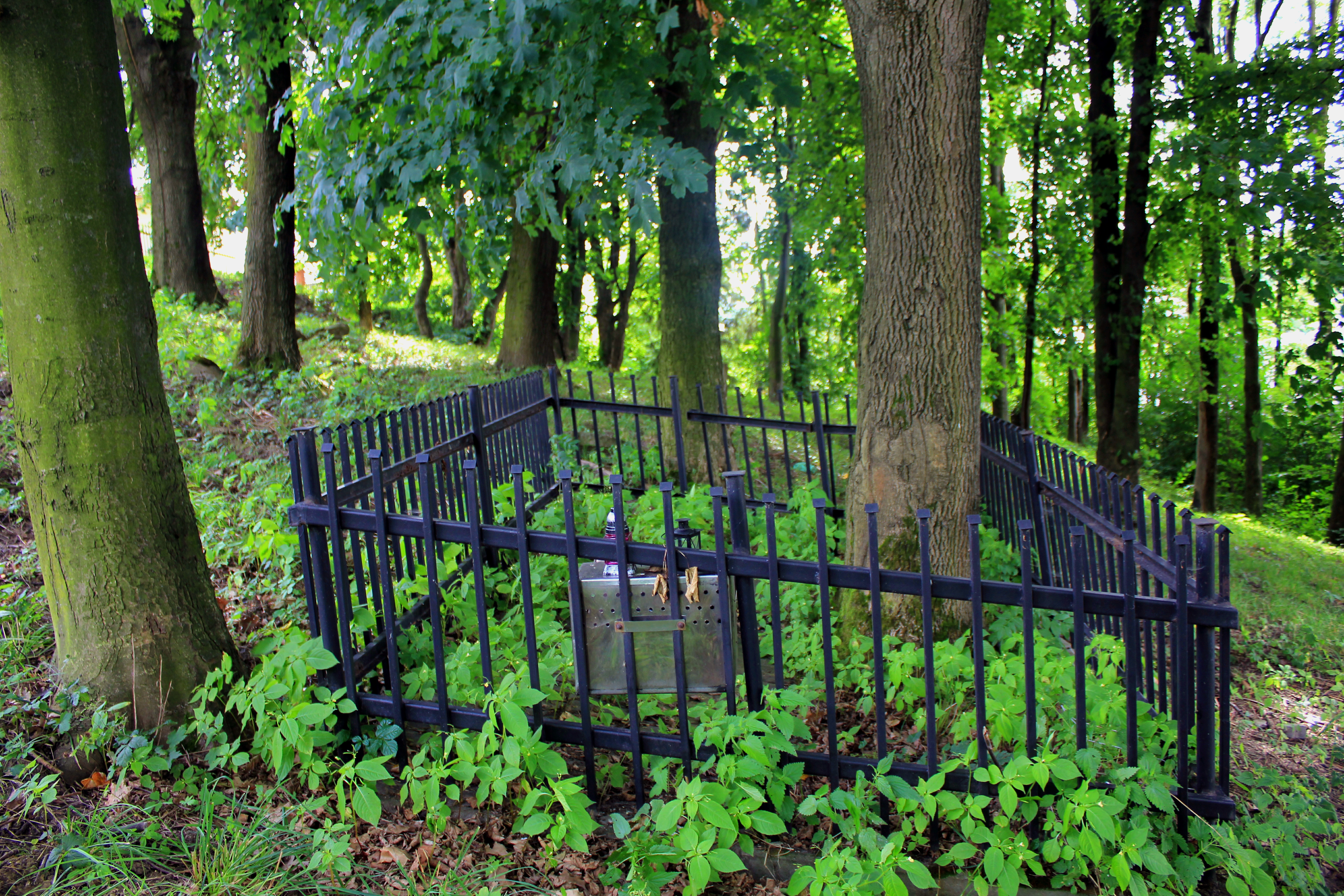
La tombe de la fille de Rabbi Elimelech, Esther Etel Elbaum
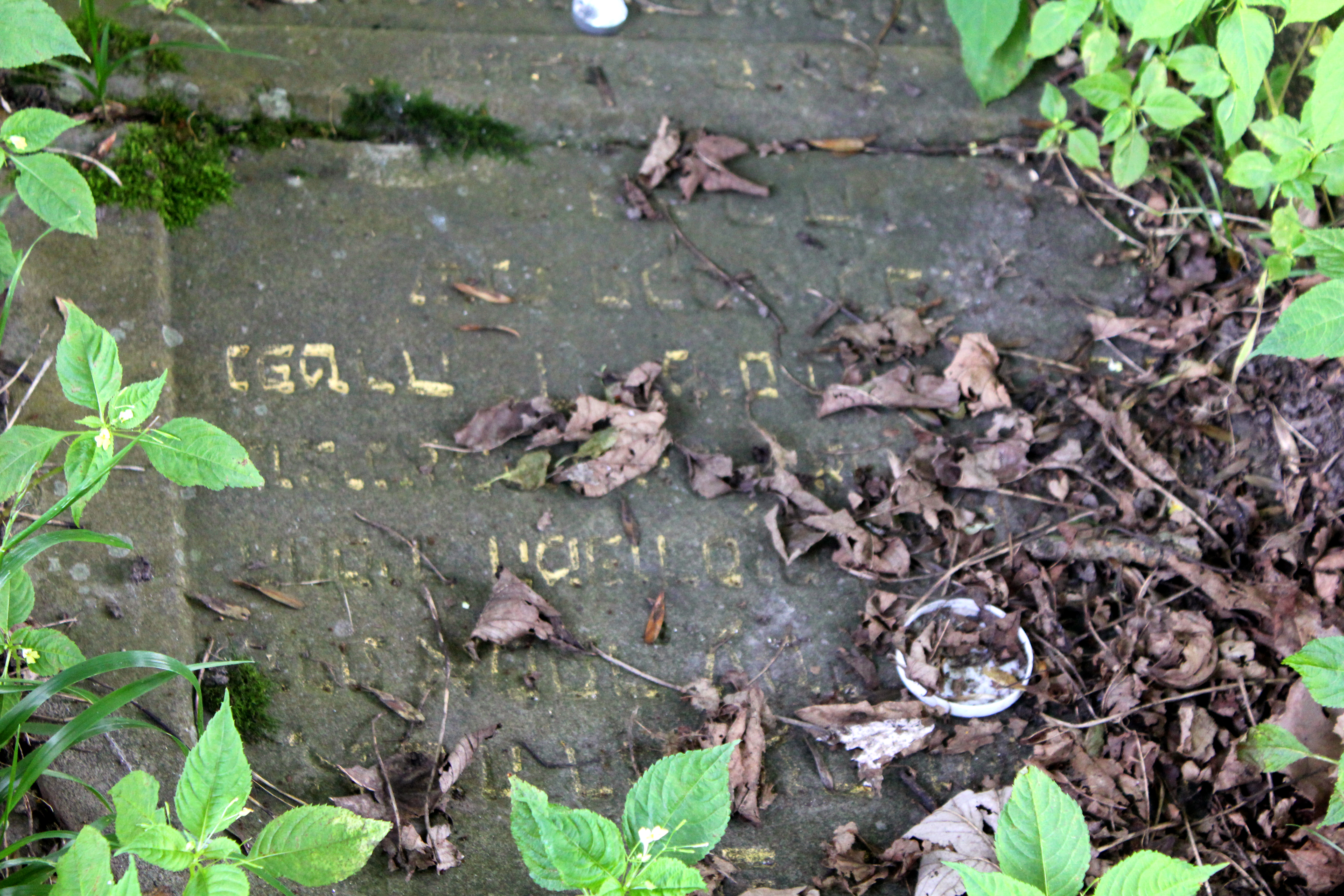
La pierre tombale de la fille de Rabbi Elimelech, Esther Etel Elbaum avec des restes de lettres dorées

- Église de la Nativité de la Bienheureuse Vierge Marie : construite à la suite de la démolition de l'ancienne église en bois (datant de 1442). Les travaux débutent en 1927 et est inauguré en 1938. Elle est construite en pierres, constituée de trois nefs avec un corps compact. L'église est caractérisée par une tour cylindrique de 25 mètres de haut, abritant l'entrée principale[7].